# Liste der Stadtbezirke von Lima

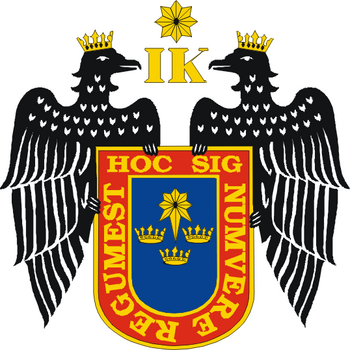
Siegel der Stadt Lima

Die Liste der Stadtbezirke von Lima bietet einen Überblick über die Entwicklung der Einwohnerzahl aller Stadtbezirke der peruanischen Hauptstadt Lima. Aufgeführt sind auch die Fläche, die Bevölkerungsdichte, das Gründungsdatum und die Lage des Bezirkes in der Stadt Lima.

## Stadtgliederung

### Städtische Bezirke

Städtische (dunkelrot) und ländliche Bezirke von Lima

Das Verwaltungsgebiet der Stadt ist mit der Provinz Lima identisch. Diese gliedert sich in 43 Bezirke (Distritos). Davon entfallen 30 auf die Kernstadt (hohe Bebauungsdichte und geschlossene Ortsform).
(*Siedlungszentrum unter anderem Namen)
Ate (*Vitarte), Barranco, Breña, Chorrillos, Comas, El Agustino, Independencia, Jesús María, La Molina, La Victoria, Lima (Cercado de Lima), Lince, Los Olivos, Magdalena del Mar, Miraflores, Pueblo Libre (*Magdalena Vieja), Puente Piedra, Rímac, San Borja, San Isidro, San Juan de Lurigancho, San Juan de Miraflores, San Luis, San Martín de Porres, San Miguel, Santa Anita, Santiago de Surco, Surquillo, Villa El Salvador und Villa María del Triunfo.

### Ländliche Bezirke
13 Bezirke Limas liegen außerhalb der Kernstadt in den ländlichen Gebieten mit Vorstädten, Wüsten und Gebirgen.
(*Siedlungszentrum unter anderem Namen)
Ancón, Carabayllo, Chaclacayo, Cieneguilla, Lurigancho (*Chosica), Lurín, Pachacámac, Pucusana, Punta Hermosa, Punta Negra, San Bartolo, Santa María del Mar und Santa Rosa.

### Unterschiedliche Gebietsansprüche
Über die Hälfte aller Bezirke von Lima führen seit vielen Jahren einen nicht offen ausgetragenen Konflikt zu benachbarten Bezirken bezüglich Gebietsansprüchen. Dies manifestiert sich im alltäglichen Leben beispielsweise, in dem Grundstücksbesitzer unterschiedlichen Bezirken ihre Steuer entrichten. Oder es wird im Wahlkampf um das Amt des Bürgermeisters von verschiedenen Bezirken versucht, mit beispielsweise Festaktivitäten so viele Stimmen wie möglich zu gewinnen.
Ein Beispiel für ein umstrittenes Gebiet ist der Parque Industrial in Cono Norte, um den sich die Stadtbezirke Comas, Los Olivos und Independencia streiten.

## Tabelle der Distrikte

### Tabelle
| Distrikt                | Ubigeo | centros poblados (und Ubigeo ab 7. Stelle) | Fläche (in km²) | Einwohner   | Einwohner   | Einwohner      | Bevölkerungsdichte (in Einwohner/km², Stand 2017) | Karte |
| Distrikt                | Ubigeo | centros poblados (und Ubigeo ab 7. Stelle) | Fläche (in km²) | Zensus 2007 | Zensus 2017 | Schätzung 2024 | Bevölkerungsdichte (in Einwohner/km², Stand 2017) | Karte |
| ----------------------- | ------ | --- | --------------- | ----------- | ----------- | -------------- | ------------------------------------------------- | ----- |
| Lima                    | 150101 | 0001 Lima | 21,98           | 299.493     | 268.352     | 268.044        | 12.209                                            |       |
| Ancón                   | 150102 | 0001 Ancon | 298,64          | 33.367      | 62.928      | 94.972         | 211                                               |       |
| Ate                     | 150103 | 0001 Vitarte | 77,72           | 478.278     | 599.196     | 717.784        | 7.710                                             |       |
| Barranco                | 150104 | 0001 Barranco | 3,33            | 33.903      | 34.378      | 36.378         | 10.324                                            |       |
| Breña                   | 150105 | 0001 Breña | 3,22            | 81.909      | 85.309      | 99.266         | 26.493                                            |       |
| Carabayllo              | 150106 | 0001 Carabayllo 0005 Buenavista 0006 Chocos Alto 0008 Chocos Bajo 0009 Casinelli 0010 Caballero 0011 Huarangal 0012 Fray Martin 0013 Santa Rosa de Puquio 0014 Cuchicorral 0022 Cerro Cañon 0033 Alfo 0034 Rio Seco 0035 Paraiso 0037 El Rosario 0038 Cerro Puquio 0039 La Campana 0045 San Jose 0055 Carmelito 0056 Santa Elena 0057 Don Luis 0064 Santa Margarita – Molinos 0065 Sipan Peru 0070 Naranjito 0086 Los Huertos de Rio Seco II Etapa 0087 San Francisco 0088 Huatocay 0089 El Paraiso 0090 Loma 0091 Piramide 0092 Remanzo | 346,88          | 213.386     | 333.045     | 431.555        | 960                                               |       |
| Chaclacayo              | 150107 | 0001 Chaclacayo | 39,50           | 41.110      | 42.912      | 45.271         | 1.086                                             |       |
| Chorrillos              | 150108 | 0001 Chorrillos | 38,94           | 286.977     | 314.241     | 373.550        | 8.070                                             |       |
| Cieneguilla             | 150109 | 0001 Cieneguilla 0002 Lindera 0003 Pichicato 0004 San Isidro 0005 San Vicente 0006 Piedra Liza 0007 San Francisco 0008 Santa Rosa de Chontay (Chontay) | 240,33          | 26.725      | 34.684      | 43.119         | 144                                               |       |
| Comas                   | 150110 | 0001 La Libertad | 48,75           | 486.977     | 520.450     | 599.326        | 10.676                                            |       |
| El Agustino             | 150111 | 0001 El Agustino | 12,54           | 180.262     | 198.862     | 231.524        | 15.858                                            |       |
| Independencia           | 150112 | 0001 Independencia | 14,56           | 207.647     | 211.360     | 229.142        | 14.516                                            |       |
| Jesús María             | 150113 | 0001 Jesus Maria | 4,57            | 66.171      | 75.359      | 90.682         | 16.490                                            |       |
| La Molina               | 150114 | 0001 La Molina | 65,75           | 132.498     | 140.679     | 167.439        | 2.140                                             |       |
| La Victoria             | 150115 | 0001 La Victoria | 8,74            | 192.724     | 173.630     | 188.899        | 19.866                                            |       |
| Lince                   | 150116 | 0001 Lince | 3,03            | 55.242      | 54.711      | 62.062         | 18.056                                            |       |
| Los Olivos              | 150117 | 0001 Las Palmeras | 18,25           | 318.140     | 325.884     | 365.770        | 17.857                                            |       |
| Lurigancho              | 150118 | 0001 Chosica | 236,47          | 169.359     | 240.814     | 310.087        | 1.018                                             |       |
| Lurín                   | 150119 | 0001 Lurin 0003 Rinconada del Puruhuay 0010 Buena Vista Alta 0012 La Querencia | 180,26          | 62.940      | 89.195      | 115.412        | 495                                               |       |
| Magdalena del Mar       | 150120 | 0001 Magdalena del Mar | 3,61            | 50.764      | 60.290      | 72.213         | 16.701                                            |       |
| Pueblo Libre            | 150121 | 0001 Pueblo Libre | 4,38            | 74.164      | 83.323      | 98.553         | 19.024                                            |       |
| Miraflores              | 150122 | 0001 Miraflores | 9,62            | 85.065      | 99.337      | 114.830        | 10.327                                            |       |
| Pachacámac              | 150123 | 0001 Pachacamac 0002 Puente Manchay 0004 Pampa Flores 0005 Manchay Alto Lote B 0007 Manchay Bajo 0008 Santa Rose de Mal Paso 0009 Cardal 0010 Jatosisa 0011 Tomina 0014 La Venturosa 0016 El Manzano 0017 Clara Luisa 0018 Collanac 0021 Pampa Limay | 160,23          | 68.441      | 110.071     | 156.561        | 687                                               |       |
| Pucusana                | 150124 | 0001 Pucusana 0006 Ñaves | 37,39           | 10.633      | 14.891      | 19.315         | 398                                               |       |
| Puente Piedra           | 150125 | 0001 Puente Piedra | 71,18           | 233.602     | 329.675     | 417.134        | 4.632                                             |       |
| Punta Hermosa           | 150126 | 0001 Punta Hermosa 0002 Cerro Botija 0003 Pampa Malanche Avicola Puma | 119,50          | 5.762       | 15.874      | 23.903         | 133                                               |       |
| Punta Negra             | 150127 | 0001 Punta Negra 0002 Chancheria 0003 Las Mandarinas | 130,50          | 5.284       | 7.074       | 9.379          | 54                                                |       |
| Rímac                   | 150128 | 0001 Rimac | 11,87           | 176.169     | 174.785     | 184.114        | 14.725                                            |       |
| San Bartolo             | 150129 | 0001 San Bartolo 0002 Plantel 41 0004 Granja 4 0006 Granja 5 0008 Granja 07 0011 Granja 44 0012 Granja 47 0022 Santa Maria I 0023 Las Torres Santa Fe 0024 San Cirilo | 45,01           | 5.812       | 7.482       | 10.217         | 166                                               |       |
| San Borja               | 150130 | 0001 San Francisco de Borja | 9,96            | 105.076     | 113.247     | 131.658        | 11.370                                            |       |
| San Isidro              | 150131 | 0001 San Isidro | 11,10           | 58.056      | 60.735      | 73.034         | 5.472                                             |       |
| San Juan de Lurigancho  | 150132 | 0001 San Juan de Lurigancho | 131,25          | 898.443     | 1.038.495   | 1.269.361      | 7.912                                             |       |
| San Juan de Miraflores  | 150133 | 0001 Ciudad de Dios | 23,98           | 362.643     | 355.219     | 428.766        | 14.813                                            |       |
| San Luis                | 150134 | 0001 San Luis | 3,49            | 54.634      | 52.082      | 61.010         | 14.923                                            |       |
| San Martín de Porres    | 150135 | 0001 Barrio Obrero Industrial | 36,91           | 579.561     | 654.083     | 794.838        | 17.721                                            |       |
| San Miguel              | 150136 | 0001 San Miguel | 10,72           | 129.107     | 155.384     | 183.091        | 14.495                                            |       |
| Santa Anita             | 150137 | 0001 Santa Anita – Los Ficus | 10,69           | 184.614     | 196.214     | 236.435        | 18.355                                            |       |
| Santa María del Mar     | 150138 | 0001 Santa Maria del Mar 0002 Don Bruno | 9,81            | 761         | 999         | 1.511          | 102                                               |       |
| Santa Rosa              | 150139 | 0001 Santa Rosa | 21,50           | 10.903      | 27.863      | 43.685         | 1.296                                             |       |
| Santiago de Surco       | 150140 | 0001 Santiago de Surco | 34,75           | 289.597     | 329.152     | 423.958        | 9.472                                             |       |
| Surquillo               | 150141 | 0001 Surquillo | 3,46            | 89.283      | 91.023      | 103.241        | 26.307                                            |       |
| Villa El Salvador       | 150142 | 0001 Villa El Salvador | 35,46           | 381.790     | 393.254     | 441.481        | 11.090                                            |       |
| Villa María del Triunfo | 150143 | 0001 Villa Maria del Triunfo | 70,57           | 378.470     | 398.433     | 476.875        | 5.646                                             |       |
| Provinz Lima            | 1501   | | 2.672,28        | 7.605.742   | 8.574.974   | 10.245.445     | 3.209                                             |       |